# (73512) 2003 AL11
(73512) 2003 AL11 – planetoida z pasa głównego asteroid okrążająca Słońce w ciągu 3,45 lat w średniej odległości 2,28 j.a. Odkryta 1 stycznia 2003 roku.